# پایگاه هوایی مشترک گارد ملی مک‌انتیر
پایگاه هوایی مشترک گارد ملی مک‌انتیر (به انگلیسی: McEntire Joint National Guard Base) یک فرودگاه است . این فرودگاه در کشور ایالات متحده آمریکا قرار دارد .